# ناوچه کلاس الوند
| ایران                   | ایران                                                                                                   |
| ----------------------- | --- |
| ناو سبلان در پائیز ۱۳۵۷ | |
| اطلاعات کلی             | |
| نوع کشتی                | ناوچه یا ناومحافظ سبک، کوروِت                                                                            |
| کشور سازنده             | بریتانیا                                                                                                |
| ساخت کارخانه            | واسپر تورنیکرافت (الوند) ویکرز (البرز، سهند، سبلان)                                                     |
| تاریخ سفارش             | نیروی دریایی ارتش ایران در ۱۹۶۶                                                                         |
| ورود به ناوگان          | ۱۹۷۱ و ۱۹۷۶                                                                                             |
| مشخصات                  | |
| طول کشتی                | ۹۴٫۵ متر                                                                                                |
| پهنای بدنه              | ۱۱٫۰۷ متر                                                                                               |
| ارتفاع ستون             | ۳٫۲۵ متر                                                                                                |
| بارگیری استاندارد       | ۱٬۱۰۰ تن                                                                                                |
| حداکثر ظرفیت بارگیری    | ۱۵۴۰ تن                                                                                                 |
| نوع موتور               | ۲ موتور دیزلی پکسمن ونتورا با قدرت ۳٫۸۰۰ bhp ۲ موتور توربین گاز رولزرویس المپوس با قدرت ۴۶٫۰۰۰ اسب بخار |
| تعداد خدمه              | ۱۲۵ تا ۱۴۶ نفر                                                                                          |
| سرعت                    | ۱۷ گره دریایی (۳۱ ک‌م) با موتور دیزلی ۳۹ گره (۷۲ ک‌م) با توربین گاز                                       |
| برد عملیاتی             | ۹ هزار کیلومتر باسرعت ۲۸ ک‌م                                                                             |
| جنگ‌افزارها              | |
| توپخانه                 | ۱ × توپ ۱۱۴ میلیمتری مارک-۸ ۲ × اژدر سه‌گانه ۳۲۴ میلیمتری                                                |
| سیستم موشکی             | ۸ قادر (در ۲ لانچر ۴تایی) دراصل: ۵ مارته در لانچر ۵تایی                                                 |
| توپخانه ضدهوایی         | ۴ × توپ ۲۰ م‌م ۱ x توپ دولول ۳۵ م‌م {البرز ۱×کمند}                                                        |
| موشک دفاع هوایی         | ۹ موشک گربه دریایی در ۳ لانچر ۳تایی (در ۱۹۹۵ برداشته شد)                                                |
| سرنوشت                  | |

کلاس الوند شامل چهار ناومحافظ سبک تولید بریتانیا به سفارش ارتش ایران است که سه تای آن‌ها هنوز در حال فعالیت در نیروی دریایی ارتش ایران هستند و یکی از آن‌ها (ناو سهند) در عملیات آخوندک در جریان جنگ نفتکش‌ها در سال ۱۳۶۷ غرق شد.
این چهار ناو به سفارش سال ۱۹۶۶ ایران در کارخانه‌های انگلیسی واسپر تورنیکرافت و ویکرز با نام «ناو ام‌کا. ۵» تولید و در ۲-۱۳۵۱ با عنوان «ناوهای کلاس سام» (برگرفته از سام شخصیت اساطیری به همین نام) و با نام‌های ناو سام، ناو زال، ناو رستم و ناو فرامرز ؛ به نیروی دریایی ایران پیوستند. پس از انقلاب ۱۳۵۷ نام این ناوها به «کلاس الوند» و به ترتیب ناوچه الوند، ناوچه سبلان، ناوچه البرز و ناوچه سهند تغییر یافت.
هر کدام از این ناوها به ۹ موشک سطح‌به‌هوای بریتانیایی sea cat و پنج موشک ضد کشتی ایتالیایی مارتل مجهز بودند. طراحی این ناوها به میانه‌های دهه ۱۹۶۰ تعلق دارد و مجهز به سلاح‌های آن دوران است؛ موشک مارته از نسل اول موشک‌های سطح‌به‌سطح ضدکشتی است و در دهه ۱۹۹۰ استفاده از آن منسوخ شد. علاوه بر این موشک‌های ایران هم در اواخر جنگ با عراق به پایان رسیده بود و ارتش ایران به جای موشک از راکتهای ۱۲۲ م‌م استفاده می کرد. از آن زمان تاکنون اصلاحاتی برای به روزرسانی این ناوها صورت گرفته که مهمترین آن‌ها جایگزینی سیستم موشکی قاتل دریایی با سامانه موشکی کروز چینی سی-۸۰۲ (نور) است.
دو ناو سبلان و سهند در عملیات آخوندک ۱۳۶۷ در جریان جنگ نفتکش‌ها رودروری کشتی‌ها و هواپیماهای نیروی دریایی آمریکایی قرار گرفتند که این رویارویی به غرق شدن سهند و از کار افتادن سبلان منجر شد. ناو سهند که به سوی جنگنده ضربتی آ-۶ اینترودر نیروی دریایی آمریکا آتش گشوده بود با حمله هماهنگ موشکهای هارپون اینترودر مذکور، اینترودر همراه و ناوشکن ژوزف اشتراوس غرق شد و ناو سبلان نیز با یک بمب هدایت لیزری از کار افتاد، هرچند بعدها تعمیر شده و به خدمت نظامی برگشت.
ناوهای کلاس موج که اولین آن‌ها در ایران با نام ناوچه جماران در سال ۱۳۸۹ تولید شد بر اساس این ناوها ساخته شده و مشخصات مشابهی دارند.